# Цефалоспорини

Загальна структура цефалоспоринів

Цефалоспорини — група β-лактамних антибіотиків, в основі яких лежить 7-аміноцефалоспоринова кислота.

## Історія відкриття
Цефалоспорини були вперше виділені з культури грибка Cephalosporium aeromonium в 1948 році італійським науковцем Джузеппе Бротзу, що вперше помітив як культура цього грибка елімінувала Salmonella typhi, які продукували фермент β-лактамазу. Дослідники з Оксфордського університету вперше виділили цефалоспорин С. Перший антибіотик для клінічного застосування з групи цефалоспоринів, Цефалотин, був отриманий компанією Елі Ліллі в 1964 році.

## Механізм дії
Цефалоспорини діють бактерицидно, як і інші β-лактамні антибіотики. Механізм їх дії пов'язаний з ушкодженням клітинної мембрани бактерій, що діляться, та специфічним інгібуванням пеніцилінпоєднувальних білків. Зниження проникності стінки бактерій і деформація ділянки зв'язування з пеніцилінпоєднувальними білками сприяють розвитку бактеріальної резистентності.

## Класифікація
Цефалоспорини поділяються на 5 груп відповідно до їх спектру активності, структури і стійкості до β-лактамаз: 
І покоління: Цефацетріл, Цефадроксил, Цефалексин, Цефалогліцин, Цефалоніум, Цефалоридин, Цефалотин, Цефапірин, Цефатрізин, Цефазафлур, Цефазедон, Цефазолін, Цефрадин, Цефроксадин, Цефтезол.
ІІ покоління: Цефаклор, Цефамандол, Цефоніцид, Цефоранід, Цефотіам, Цефпрозил, Цефуроксим, Цефузонам.
ІІІ покоління: Цефцапен, Цефдалоксим, Цефдинір, Цефдиторен, Цефетамет, Цефіксим, Цефменоксим, Цефодізим, Цефоперазон, Цефотаксим, Цефпімізол, Цефпірамід, Цефподоксим, Цефсулодин, Цефтазидим, Цефтерам, Цефтібутен, Цефтіофур, Цефтіолен, Цефтізоксим, Цефтріаксон, Латамоксеф.
IV покоління: Цефклідин, Цефепім, Цефетекол, Цефлюпринам, Цефоселіс, Цефозопран, Цефпіром, Цефквіном.
V покоління: Цефтобіпрол, Цефтаролін.
Крім цього, цефалоспорини можна поділити на пероральні і парентеральні в залежності від способу їх введення в організм.

## Фармакокінетика
Цефалоспорини для перорального застосування добре всмоктуються в шлунково-кишковому тракті. Біодоступність препаратів коливається від 40-50 % (цефіксим) до 95 % (цефалексин, цефадроксил, цефаклор). Цефуроксиму аксетил після всмоктування гідролізується до активного цефуроксиму. Більшість парентеральних цефалоспоринів добре всмоктуються після внутрішньом'язового введення. Цефалоспорини добре розподіляються в органах (крім простати), тканинах і рідинах організму. Високі концентрації відмічаються в легенях, нирках, печінці, м'язах, шкірі, м'яких тканинах; синовіальній, плевральній, перикардіальній, перитонеальній рідинах. Найвищі концентрації в жовчі створюють цефтріаксон і цефоперазон. Цефалоспорини проникають у внутрішньоочну рідину, але не створюють у ній терапевтичних концентрацій. Здатність проникати через гематоенцефалічний бар'єр мають препарати ІІІ покоління — цефотаксим, цефтріаксон, цефтазидим, а також препарат IV покоління — цефепім. Цефуроксим проникає через гематоенцефалічний бар'єр тільки при запаленні мозкових оболон. Більшість цефалоспоринів не метаболізується, крім цефотаксиму, який біотрансформується до активного метаболіту. Виводяться цефалоспорини з організму нирками, створюючи в сечі високі концентрації. Цефтріаксон і цефоперазон виводяться також і з жовчю. Період напіввиведення більшості препаратів становить 1-2 години, крім цефіксиму, цефтібутену, цефтріаксону, цефтобіпролу. У пацієнтів з нирковою недостатністю необхідна корекція дози цефалоспоринів (крім цефтріаксону і цефоперазону).

## Застосування
Цефалоспорини застосовуються при інфекціях, викликаних чутливими до них антибіотиками, часто у випадку нечутливості до препаратів пеніцилінового ряду. На сучасному етапі застосування цієї групи препаратів залежить від покоління антибіотика, шляху введення в організм, спектру чутливості до даного препарату. Для препаратів І покоління це передопераційна підготовка, неускладнені інфекції шкіри, м'яких тканин і верхніх дихальних шляхів; для препаратів ІІ покоління додаються захворювання нижніх дихальних шляхів (пневмонії, загострення хронічного і гострий бронхіт), неускладнені інфекції сечовидільних шляхів; антибіотики ІІІ покоління показані при інфекціях черевної порожнини, сепсисі, бактеріальному менінгіті (у тому числі цефоперазон і цефтазидим — для лікування псевдомонадної інфекції), пероральні препарати ІІІ покоління можуть застосовуватись при неускладнених інфекціях ЛОР-органів, дихальних шляхів і сечовидільних шляхів; препарати IV покоління можуть застосовуватись при інфекціях, викликаних полірезистентною флорою, важких госпітальних інфекціях і менінгітах;для препаратів V покоління — важкі інфекції, викликані нечутливими до цефалоспоринів IV покоління мікроорганізмами(в тому числі діабетична стопа) і полірезистентною флорою. Цефідерокол, який має унікальний спосіб проникнення в клітину — він є сидерофором — застосовується для лікування мультирезистентних інфекцій, спричинених грамнегативними бактеріями.
До цефалоспоринів резистентними є внутрішньоклітинні збудники (мікоплазми, хламідії, рикетсії), а також легіонелли, лістерії, мікобактерії (у тому числі туберкульозна паличка).

## Побічна дія
Найчастішими побічними діями цефалоспоринів є різноманітні алергічні реакції, такі як висипання на шкірі, свербіж шкіри, кропив'янка, бронхоспазм, синдром Стівенса-Джонсона, синдром Лаєлла, анафілактичний шок. Частими побічними ефектами є також побічна дія на органи травлення, така як нудота, блювота, жовтяниця; серед побічних ефектів цефтріаксону відмічається утворення преципітатних каменів у жовчевому міхурі і нирках. Побічна дія на сечовидільну систему проявляється у вигляді інтерстиціального нефриту та підвищення рівня креатиніну і сечовини. Зі сторони нервової системи можуть спостерігатись запаморочення, головний біль, іноді — судоми. Зі змін в лабораторних аналізах слід зазначити зниження рівня протромбіну, тромбоцитоз і тромбоцитопенію, підвищення активності трансаміназ у крові.

## Протипокази
Загальним протипоказом до застосування цефалоспоринів є підвищена чутливість до цефалоспоринів або інших β-лактамних антибіотиків. Відносними протипоказами є вагітність, годування грудьми, печінкова і ниркова недостатність.